# Macula (exogéologie)
Pour les articles homonymes, voir Macula (homonymie).

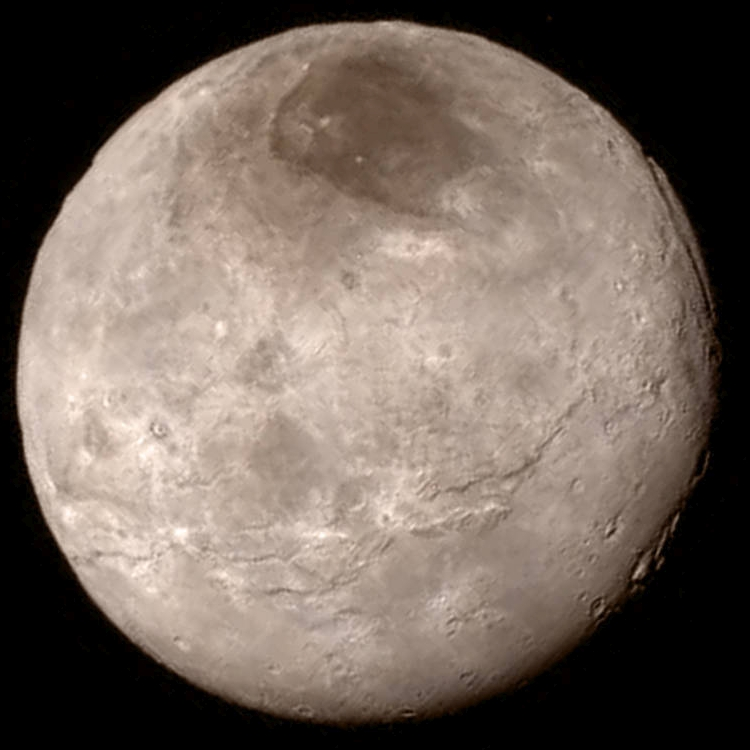
Le pôle nord de Charon est recouvert d'une macula dénommée Mordor.

En exogéologie, une macula (pluriel maculae) est un élément de la nomenclature planétaire désignant les taches sombres à la surface des astres lorsque leur nature géologique précise n'a pu être déterminée avec certitude. On trouve des maculae notamment sur les satellites Europe de Jupiter, Titan de Saturne, Triton de Neptune, ainsi que sur Pluton et son compagnon Charon :
| Maculae d'Europe : - Boeotia Macula - Castalia Macula - Cyclades Macula - Thera Macula - Thrace Macula | Maculae de Titan : - Eir Macula - Elpis Macula - Ganesa Macula - Omacatl Macula - Polaznik Macula - Polelya Macula | Maculae de Triton : - Akupara Maculae - Doro Macula - Kikimora Maculae - Namazu Macula - Rem Maculae - Viviane Macula - Zin Maculae | Maculae de Pluton : - Ala - Balrog - Cadejo - Hun-Came Macula - Krun - Meng-p'o - Vucub-Came | Maculae de Charon : - Mordor |